# Хижковский сельский совет (Конотопский район)
Хижковский сельский совет (укр. Хижківська сільська рада) — входит в состав
Конотопского района
Сумской области
Украины.
Административный центр сельского совета находится в 
с. Хижки
.

## Населённые пункты совета
- с. Хижки
- с. Прилужье